# Чжунъи (станция метро)
«Чжунъи» (англ. Zhongyi; кит. 忠義) — станция линии Даньшуй Тайбэйского метрополитена. Станция открыта 28 марта 1997 года в составе первого участка линии Даньшуй. Расположена между станциями «Гуаньду» и «Фусинган». Находится на территории района Бэйтоу в Тайбэе.

## Техническая характеристика
Станция «Чжунъи» — наземная с боковыми платформами. Для перехода на противоположную платформу оборудован мостик над путями. На станции один выход. 13 июля 2018 года станции были установлены автоматические платформенные ворота.